# Mouvement populaire de libération du Soudan
Pour les articles homonymes, voir Armée de libération et Armée populaire.
Le Mouvement populaire de libération du Soudan (en anglais : Sudan People's Liberation Movement, SPLM) est un parti politique du Soudan du Sud, émanation de l'Armée populaire de libération du Soudan (APLS, en anglais : Sudan People's Liberation Army, SPLA), principale branche armée ayant lutté notamment pour l'indépendance du pays vis-à-vis du Soudan. Le parti a été fondé en 1983 par John Garang.

## Histoire

Drapeau de la SPLA en 1983.

En 1983, le président Gaafar Nimeiry cherche à renforcer le centralisme de l'État et l'islamisation de la société soudanaise. Des membres des ethnies du sud du pays (John Garang, Salva Kiir Mayardit, William Nyuon Bany et Kerubino Kuanyin Bol[réf. nécessaire]) se réunissent à Gambela en Éthiopie le 15 mai 1983 pour fonder le Mouvement populaire de libération du Soudan (Sudan People's Liberation Movement) et sa branche armée, la SPLA. John Garang, colonel déserteur de l'armée régulière et ancien combattant de la guérilla Anya Nya, prend la tête de l'organisation. Le mouvement refuse la division du Soudan et veut établir un régime socialiste sur l'ensemble du pays,.
John Garang est contesté au sein du mouvement, et accusé d'autoritarisme et de favoritisme, privilégiant les membres de son ethnie, les Dinkas, au détriment des Nuers et des Shillouks. Durant l'été 1991, une première scission quitte le mouvement. D'abord connu comme « faction Nassir », South Sudan Defence Forces, majoritairement nuer et menée par Riek Machar, rompt avec la SPLA-U, majoritairement shillouk et menée pa cette dissidence, composée de Nuers et de Shillouks, se structure autour de Riek Machar Teny et prend le nom de Sudan People's Liberation Army-United (SPLA-U). En 1994, la South Sudan Independant Army. La SPLA originelle éclate en plusieurs factions durant les années 1990.
En 1993 est fondé le Patriotic Resistance Movement, dirigé par Alfred Ladugore et Charles Pitia Diliga et se réclamant pluriethnique. À la fin des années 1990, si la faction menée par John Garang reste la plus importante, elle est alliée à six factions dissidentes (portant l'effectif du SPLA entre 25 000 et 30 000 militants) se partageant le contrôle militaire du sud du pays : la SPLA - New Kush Brigade (menée par Yussuf Mekka et établie autour des monts Nuba), la SPLA - Blue Nile Brigade (menée par Malik Agar (en) et établie dans le Nil Bleu), la SPLA - New Sudan Brigade (menée par John Luk Joak et établie dans le Kassala), la SPLA - South Kordofan Brigade (menée par George Deng et établie dans le Kordofan du Sud), la SPLA - Upper Nile Brigade (menée par Peter Wal Athui) et la faction menée par Peter Gadet (en). En 2003, Riek Machar et ses partisans réintègrent le SPLA,.
Soutenu par l'Égypte, l'Éthiopie, l'Érythrée, l'Ouganda et les États-Unis, John Garang obtient quelques victoires militaires ainsi que le soutien de partis politiques nordistes d'opposition, participant à la création de la National Democratic Alliance.
Au début des années 2000, le SPLM diminue son activité militaire au profit d'actions plus politiques (gestion de l'aide humanitaire, construction d'une administration dans les zones qu'il contrôle). En 2002, des négociations sont entamées, sous l'égide des États-Unis, entre la SPLA et le gouvernement. La guerre civile au Darfour mettent un frein au processus de paix. La nomination de John Garang au poste de premier vice-président du Soudan et de président du Soudan du Sud à la suite des accords du 9 janvier 2005 mettent fin au conflit, mais sa mort au mois de juillet déclenche des émeutes,.
Lors des élections générales soudanaises de 2010, prélude au référendum sur l'indépendance du Soudan du Sud, le parti obtient 70 % des 170 sièges de l'Assemblée législative du Soudan du Sud, soit 112 députés, qui contribuent à mener à l'indépendance le 9 juillet 2011.
Mouvement populaire de libération du Soudan - Nord, reste active au nord de la zone sud du pays.
L'actuel président de la République, Salva Kiir, est issu de ses rangs.
James Wani Igga est nommé secrétaire général du SPLM en février 2025.